# Деніс Мак-Квейл
Деніс Мак-Квейл (англ. Denis McQuail; 12 квітня 1935   — 25 червня 2017) — провідний англійський науковець, соціолог, був провідним спеціалістом у сфері медіа та комунікації. Почесний професор у школі досліджень у галузі комунікації Амстердамського університету, запрошений професор в Департаменті політики університету Саутгемптону, почесний доктор університету Гента. Вивчав історію та соціологію в Оксфордському університеті, отримав ступінь доктора філософії в університеті Лідса. Працював у сфері медіа та комунікації, багато уваги приділяв дослідженню аудиторії, медійній політиці та політичній комунікації. Найбільш відомий за своєю науковий працею «Теорія масових комунікації». Нові публікації: «Мак-Квейлова Теорія масових комунікації» 5 видання, видано інтернет ресурсом Sage, 2005 року; «ЗМІ підзвітності та Свобода публікації» 2003 рік.

## Біографія

### Раннє життя
Деніс народився у Веллінгтоні, англійському графстві Суррей, у сім'ї ірландських іммігрантів, Енні та Крістофер Мак-Квейлів. Післі навчання в коледжі Святого Ансельма, у Біркенхеді, де він показав здібності до мов, він проходив службу в армії Сполученого Королівства (The Intelligence Corps). В 1958 році, він вступив до Оксфордського Університету, для того, що здобути ступінь бакалавра в історії. 
 «Я почав навчатись історії, але був незадоволений через  брак актуальності, нових ідеї та методів. Я знайшов соціологію, записався на післядипломний курс перепідготовки, для того щоб стати соціальним науковцем» (З інтерв'ю з Денісом Мак-Квейлом для Social Science Space, лютий 2012).
Мак-Квейл був зацікавлений в різноманітних формах медіа та був зацікавлений в роботах Річарда Хогарда) та Реймонда Вільямса, та ідеями які виникали в новому Лівому русі. Granada Television, британська телекомпанія, надавали стипендії в Університеті Лідса, загалом в сфері зв'язків з громадськістю. Перше наукове дослідження базувалося на політичних та культурних аспектах телебачення. Деніс Мак-Квейл отримав докторську в університеті Лідса в 1967 році, з роботою « Фактори, що впливають на громадський інтерес, в телевізійних програмах».

### Викладацька діяльність
В університеті Лідса Деніс зустрів свою майбутню дружину Розмарі Беверідж.  У 1965 році, він переїжджає до Саутгемптону, й в 1975 році починає викладацьку діяльність.
До 1977 року-викладає соціологію в університеті Лідса.
1977 року-стає професором масових комунікації в Амстердамському університеті.
 1997- Деніс Мак-Квейл формально перебуваючи в відставці від викладацької діяльності, залишається почесним професором Амстредамського університету. Також він стає Запрошеним професором в Департаменті Політики в Університеті Саутгемптона.
В 2006 році Амстердамська школа Комунікаційних досліджень створила Нагороду Деніс Мак-Квейла, за найкращі статті в тематиці комунікаційних теорії.
За свою успішну працю, також викладав та працював в інших організаціях. Загалом в Гарвардському університеті, Колумбійському університеті, в Пенсільванському, Римському університеті, та в Москві-де він отримав звання почесного професора в 2010 році.

## Наукова діяльність
Деніс Мак-Квейл працював й здобув визнання наукової спільноти в сфері дослідження політичного та культурного впливу медіа на суспільство. Дослідник, який зробив великий внесок в дослідження масової комунікації. Найвідоміша його праця « Теорії масової комунікації», перше видання було опубліковано в 1983 році. Книга є найпоширенішим підручником в університетах Європи та США. Книга має шість видань: 1983, 1987, 1994, 2000, 2005, 2010. Також планується вихід сьомого видання « Теорії масової комунікації Мак-Квейла», на кінець 2018 року, з авторством колишнього учня Деніса Мак-Квейла, Марка Деузе, який є професором Медійних студії, в Амстердамському університеті.
У 1982 році виходить праця Мак-Квейла «Комунікаційні моделі». Книга досліджує базові комунікаційні моделі, теорії комунікації, досліджує впливу на аудиторію, та описує загальні мас-медійні системи.
« Мак-Квейлова теорія масової комунікації» виданої в 2005 році, автор зосереджує своє дослідження на головних особливостях мас-медіа, та на їхніх ефектах на індивіда та суспільство.
У 1986 Деніс Мак-Квейл спільно з Карл-Ерік Розенгреном та Джеєм Блумерем співзаснували «Європейський журнал про Комунікації» (European Journal of Communication).
Також був співзасновником  «Euromedia Research Group».

## Теоретичні погляди

### Масова комунікація
Мак-Квейл розглядає медіа, як певний феномен в суспільстві, він наголошує на тому що медіа є важливим соціальним інститутом, й вказує на необхідності дослідження його функції та рівнів впливу. В «Теорії масової комунікації» Мак-Квейл наголошує на проблематиці дослідження шляхів використання медіа та як вони можуть сприйматися аудиторією. Він наводить приклад з телебаченням, кажучи про те, що телебачення все ще залишається первинним джерелом з розважальною характеристикою, навіть не зважаючи на всі нові зміни й розробки, які відбулися в сфері медіа.Масову комунікацію сам Д. Мак-Квейл розглядає як один з кількох загальносуспільних процесів комунікації, що знаходиться на верхівці піраміди рівнів комунікаційного процесу. Цей термін позначає скоріше теоретично можливий стан і процес, оскільки в чистому вигляді трапляється вкрай рідко.
Складовими комунікаційної мережі є засоби доставляння, обміну та активного руху повідомлень, при чому має бути залучена принаймні більша частина членів відповідної групи, у межах якої власне відбувається комунікація. Загальносуспільні мережі утворюються передусім медіа, а також такими технологіями як транспортна, телекомунікаційна, поштова. Мас-медії не є синонімом масовій комунікації, оскільки перші є організованими технологіями, що уможливлюють масову комунікацію. Засоби масової комунікації також можуть бути застосовані й для особистих, приватних або ж організаційних цілей.

#### Види теорій
Масову комунікацію Д. Мак-Квейл пропонує розглядати через 4 види теорій: соціально-наукову, нормативну, операційну та повсякденну.

##### Соціально-наукова теорія масової комунікації
Сфокусована загалом на розроблення загальних положень про суть, застосування та шляхи впливу масових комунікації, базуючись на дослідженнях систематичного та об'єктивного спостереження за різноманітними формами мас-медіа. Досліджує широкий спектр проблем: від загальних суспільних, до індивідуальних. Теорія пояснює природу масової комунікації. Дана теорія намагається систематизувати, та якщо це можливо з'ясувати об'єктивний погляд на медіа. Часто ґрунтується на інших галузях знання. 

##### Нормативна теорія
Вивчає можливі впливи медіа, як вони можуть діяти на суспільство залежно від виду політичної системи та державного управління, визначає та аналізує, як засоби масової комунікації (ЗМК) мають функціонувати, аби конкретні суспільні цінності були дотримані. Д. Мак-Квейл відзначає її як надзвичайно важливу, оскільки вона має велике значення у формуванні та узаконенні медійних інституцій. Така теорія зазвичай у будь-якому суспільстві відображена в законах, правилах, медійній політиці, громадських дебатах, етичних кодексах. Серед вже існуючих чотирьох нормативних теорій Д. Мак-Квейл запропонував ще дві: теорію медіарозвитку і теорію демократичної участі, або партиципаторну. Зuідно з теорією медіарозвитку, медії мають підтримувати керуючу влади доти, поки країна не вийде на належний рівень розвитку. Вона характерна для країн третього світу. Головним концептом теорії демократичної участі є невизнання комерціалізації та монополізації приватних медіа, а також централізації та бюрократизації суспільного мовлення. Акцент у цій теорії — на потребах та сподіваннях активних споживачів інформації. Вона торкається прав на отримання необхідної інформації, права на відповідь, але роль держави у жорсткому контролі за медіа відкидається.
Теорія соціальної відповідальності
Одна з різновидів нормативної теорії. У рамках даної теорії Д. Мак-Квейл виокремлює шість її основних принципів:
1. Має існувати обов'язок медіа перед суспільством.
2. Необхідно дотримуватися високих професійних медіастандартів.
3. Медіа повинні саморегулюватися в рамках законів.
4. Медіа мають уникати інформації й засобів, які можуть призвести до злочинів, насилля, образ тощо.
5. Медіа мають подавати різні точки зору, передавати різноманітність у суспільстві.
6. Медіапрацівники мають звітуватися перед суспільством.

##### Операційна медійна теорія
Пропонує настанови медіапрактикам. Вона розглядає ідеї, якими медійні працівники керуються на практиці. Її використання допомагає систематизувати досвід добирання новин, догоджання аудиторії, розроблення ефективної реклами, ефективного використання джерел інформації та донесення цієї інформації до користувача.

##### Повсякденна медійна теорія (теорія здорового глузду)
Стосується особистого досвіду та знань у даній сфері, які дозволяють нам усвідомлювати, що відбувається у ЗМК, яку роль вони відіграють, як вони різняться між собою. Її користь полягає в можливості робити послідовний вибір, розвивати критичне мислення, встановлювати власний спосіб життя в медіа-просторі. Наприклад, розрізняти правду й вигадку, «читати між рядками», помічати методи переконання реклами й інших різновидів пропаганди.
Терміном «мас-медіа» Д. Мак-Квейл називає потужні засоби комунікації, які мають доступ до кожного члена суспільства та залучає їх. До них належать газети, журнали, телебачення, радіо, кіно, фонографії. Окремо він розглядає Інтернет як окремий новий засіб масової інформації, більш індивідуальний та інтерактивний. Мас-медії мають значний вплив на політичну й культурну сфери. Так, для політики вони є ареною та каналом для широких дебатів, засіб презентації претендентів на державні посади та застосування влади, шляхом поширення інформації та поглядів. Для культури ж виступають у ролі джерела визначень та образів соціальної дійсності та найодностайніший вияв спільної ідентичності.

#### Особливості медіа
- Сприяють зростанню та змінам в індустрії управління персоналом, продукуванню товарів та послуг, пожвавленню зв'язків у промисловості.
- Вміщують інституцію самі в собі, при цьому розвивають власні правила і норми, які пов'язують цю інституцію з іншими;
- Є владним ресурсом у значенні контролю, управління та інновацій у суспільстві, який може бути замінником для сили та інших ресурсів;
- Виступають ареною, де здійснюється публічне, національне та міжнародне життя;
- Виступають місцем розвитку культури;
- Головне джерело визначень і представлень соціальної реальності для індивідуумів, груп і суспільств;
- Виражають цінності та нормативні рішення.[9]

#### Причини, чому люди користуються Засобами масової інформації, за Мак-Квейлом
1. Інформація: Мак-Квейл наголошує, що саме пошук інформацією є однією з важливих причин, чому люди користуються засобами масової інформації. Люди шукають інформацію про нові події, які трапилися в світі, також задля особистого навчання та для того, щоб задовольнити свою цікавість в якомусь предметі знань;
2. Фактор особистості: Мак-Квейл пов'язує цю причину з індивідуальними цінностями й тим, що люди намагаються знайти в медіа. Загалом вони шукають інформацію, пов'язану з зробленими ними або кимось дію, й шукають пояснення їй. Таким чином, вони намагаються з'ясувати, хто вони як особистості, через біхевіористичне пояснення дії певної іншої людини.
3. Інтеграція та Соціальна інтеракція: Мак-Квейл пояснює цей фактор тим, що люди ілюзорно вважають, що засоби масової комунікації відтворюють та замінюють їм соціальну інтеракцію. Прикладом цього може бути відома соціальна мережа Facebook;
4. Розважальна функція засобів масової комунікації: Цей фактор Мак-Квейл пояснює, як бажання людини втекти від своїх проблем та майже заховатися від реального світу. Також каже, що причина людей користуватися ЗМК в контексті розважальної функції, полягає в тому, що вона надає людям опцію для того, щоб розслабитися та допомагає на певний період часу забути про проблеми та важкі ситуації, які виникли. [10]

#### Альтернативні моделі суспільства з засобами масової інформації за Мак-Квейлом
- Теорія масового суспільства: Теорія полягає в тому, що владні інституції(або угрупування) підтримують один одного: населенню надається розвага, яку представляє медіа, для того, щоб створити ілюзорну картинку, яка б відволікала їх від панувань перших та нищих класів других;
- Класична Марксистська теорія каже про те, що клас капіталістів експлуатує робітничий клас. Медійні канали належать капіталістам, які  продукують поширення та циркуляцію тих ідеї, які допомагають їм утримувати й легітимізувати свою владу;
- Політично-економічна теорія зауважує, що інформація, яка циркулює у суспільстві цінується за рахунок її можливої корисності; нерівномірний розподіл ресурсів перешкоджає чуттю критичних думок. Ця теорія передбачає, що роль мас-медій полягає в тому, щоб створювати та доставляти аудиторію, як джерела вигоди;
- Теорії Франкфуртської школи, Герберта Маркузе, що робочий клас було введено в ілюзорну оману продуктами, які конструює мас-медіа, ідеями та культурою. Вони створюють уявну віру, що маргінальні групи можуть створювати опір та змінитися, хоча вони більше не мають того, колишнього контролю над робочим класом, як раніше;
- Теорії гегемонії базуються на тому, що віра в домінантне панування вищих класів, відображається в думках нижчих, пригнічених класів. Таким чином, ідеї панування стають спільними та універсальними для всіх представників суспільства, й це допомагає правлячому класу залишатися на своїх високих позиціях та утримувати владу;
- Соціо-культурна теорія намагається пояснити як маргінальні групи використовують масову культуру, яку продукує медіа, і як, в свою чергу, ця масова культура вписує молодих людей та представників етнічних меншин в суспільство. [11]

#### Поняття метафор в теоріях медіації Мак-Квейла
В своїх теоріях масової комунікації Мак-Квейл описує таку річ як метафора медіації. Метафора- в розуміння метафори вкладають певний вираз, який використовується в переносному значенні и базується на деякій схожості зіставлюваних предметів опису та їх відносин. Метафори стають новим, потужним інструментом для опису ситуації, або задля опису проблем в контексті медіації. Вони надають опцію слухачу подивитися на ситуацію з іншого кута зору, й інколи метафора здатна показати нові, несподівана шляхи подолання проблеми. Правильно обрана и створена метафора створює емоційний ефект в слухача, в контексті вкладеного медіатором (тим, хто створив метафору) змісту. Вона, з допомогою візуальної картинки допомагає побачити новий зміст. Тобто метафора потрібна для того, щоб інформація, через отримане найменування, в яке вкладений інформаційний контент, була більш зрозумілою для аудиторію, для її отримувачів.
Мак-Квейл вказує на те, що медіа виконують посередницьку функцію в суспільстві. Вони є репрезентаторами інформації, й вони конструюють шляхи поширення цієї інформації в суспільстві. Тобто, відносини між Засобами масової комунікації  та публікою часто розглядаються як тристоронні: між елітою, мас-медіами та суспільством.  У своєму першому виданні Мак-Квейл наводить дефініцію та опис метафор в медіації. Він виділяє сім метафор медіації у своєму п'ятому виданні 2005 року, « Мак-Квейлова теорія масової комунікації», замість восьми, які були представлені в першому виданні «Теорії Масової Комунікації» 1987 року.
Сім метафор медіації за Мак-Квейлом, в теоріях 2005 року: 
1. Медіа як посередник у суспільстві є «вікном для будь-якого досвіду». Тобто медіа дає можливість розширити наше бачення, побачити увесь накопичений суспільний досвід, побачити все своїми очими, без стороннього втручання;
2. Є «дзеркалом перебігу події» у суспільстві, включаючи реальне зображення (хоча є можливість наявності інверсії та викривлення зображення), якщо б навіть хтось вирішував ракурс та спрямування дзеркала, і ми були б обмежені у свободі бачити те, що ми хочемо;
3. Є «фільтром чи воротарем», що виконує обов'язки відбору частини досвіду для спеціальної уваги і закриває інші погляди і голоси, роблячи це усвідомлено чи ні;
4. Є «дороговказом», «провідником» чи «інтерпретатором», який створює загальну картину чи сенс із того, що бентежить, і є фрагментарним;
5. Є «форумом» чи «платформою» для представлення авдиторії інформації та ідеї, часто з можливістю відповіді чи реакції на них;
6. «Поширювачем»,медіа є тим джерелом, який передає далі інформацію, та робить її доступною для всіх;
7. Є «співбесідником» чи «партнером у розмові», котрий дає відповіді на питання у квазі-інтерактивному обміні думками. [9]

#### Нові медіа
Д. Мак-Квейл визначає такі основні риси нових медіа: дигіталізація, конвергенція, інтернет-дивергенція масової комунікації, адаптація соціуму до нових культурних ролей, що пропонує мережа, створення нової публічної сфери, фрагментація і внутрішнє розмивання «медіа інститутів», редукція соціального контролю.
Виокремлює такі категорії нових медіа:
1. Медії міжособистісної комунікації. Це приватні телефони та електронна пошта, які породжують швидкоплинну інформацію, яка невдовзі стає неактуальною, проте встановлення таких зв'язків може бути важливішим, ніж інформація.
2. Інтерактивні медії. Здебільшого це комп'ютерні ігри: віртуальні реальності використовують як альтернативний засіб використання деяких медій. Основна відмінність полягає в їхній інтерактивності та переважанні насолоди, процесу задоволення під час використання.
3. Медії для пошуку інформації. Це Інтернет, телефон. Такі медії відрізняються тим, що містять надзвичайно великий обсяг даних, використовують актуальні новітні технології. Телефон стає каналом здобування інформації як трансльованого телетексту та радіоінформаційних послуг.
4. Медії колективної участі. Використання Інтернету для розподілу та обміну інформацією, ідеями, досвідом встановлення активних зв'язків. Типи використання: від інструментальних до емоційних та експресивних.

### Теорії впливу Засобів масової інформації

#### Історія дослідження впливу мас-медіа на суспільство
Перший період: Починається з початку двадцятого століття й триває до середини тридцятих років двадцятого століття.
Другий період: Друга стадія між 1940 та серединою 1960 років. Відзначається початком збільшення зацікавленості та досліджень в масових комунікаціях в Сполучених Штатах Америки. Мак-Квейл каже, що хоча ще було розроблено мало теорії про можливий вплив, період був доволі успішним. Головним в цьому вважає внесок таких дослідників як Лазерсфельд та Берелсон, щодо дослідження президентських виборів в 1940 та 1948 роках.
Третій період: Мак-Квейл каже, що цей період досі триває. Автор каже, що він полягає у тому, що нові ідеї та шляхи мисленні та нові відомості щодо впливу накопичується під впливом  засобів масової комунікації, таких наприклад як телевізор та вже давно існуючи друкарські видання(газети, журнали).

#### Вплив медіа
Мак-Квейл в «Теоріях Масової Комунікації» робить теоретичний аналіз вже існуючих концепції щодо впливу засобів масової інформації на індивідуальному та суспільному рівні. Також він досліджує ефекти медіа на суспільство та шляхи її використання. В своїх концепціях Мак-Квейл каже про володіння засобами масової інформації, він наводить кілька можливих перспектив для тих, хто має контроль над ЗМК. По-перше, мас-медіа здатні привертати та відволікати увагу від певних проблем, ситуації та людей, таким чином, що для людей, які знаходяться при владі є можливість переадресувати всю увагу на своїх суперників чи на небажані для них групи. По-друге, засоби масової комунікації можуть надавати владу та підтримувати легітимність влади певної особи. По-четверте, при певних обставинах медіа можуть бути каналами навернення та мобілізації. По-п'яте, засоби масової комунікації можуть бути інструментом для психічної винагороди та задоволення. ЗМК здатні вражати, потішати та улещувати. Загалом, засоби масової інформації є дуже економічно ефективним засобом спілкування в суспільстві. Вони є швидкими, гнучкими, Мак-Квейл також наголошує, що доволі легко здобути контроль та маніпулювати ними. 

#### Рівні та види впливів
Медійні впливи — наслідки умисних або невмисних дії медій. Дієвість медій — це визначення ефективності медій у досягненні заданого результату. Існує декілька способів розрізнити вид медійного впливу. Клапер (1960) виокремив конверсію (зміна думки згідно з наміром комунікатора), незначну зміну (зміна форми або інтенсивності повідомлення, переконання чи поведінки), підсилення (підтвердження реципієнтом власного переконання, думки або поведінки).

#### Піраміда рівнів комунікування
Аналізуючи роль комунікування, Деніс Мак-Квейл вибудовує таку піраміду рівнів комунікування:
1. Інтраперсональне комунікування (внутрішнє мислення): людина сама обмірковує отримане повідомлення перед тим, як передати його іншим.
2. Міжособове комунікування: залучено 2-3 людини, між якими і відбувається комунікація
3. Групове комунікування: відбувається між більшою за 3 особи кількістю людей, у суспільних групах.
4. Інституційне комунікування: відбувається між інституціями, організаціями.
5. Масове комунікування: найвищий рівень комунікування.[8]

## Смерть
Помер у віці 82 роки, 25 червня 2017 року.

## Перелік основних робіт Деніса Мак-Квейла
1961 — книга " Телебачення та Політична картина: Дослідження впливу телебачення на політичні вибори 1959 року. (спільне написання з Джозефем Тренеменом).
1982 — «Моделі Комунікації» (спільне написання з Свеном Віндахлом)
1983 — «Теорія Масової Комунікації» (перше видання)
1986 — «Європейський журнал про Комунікації».
1987 — «Вступ до теорії масової комунікації» (друге видання «Теорії масової комунікації»).
1992 —  «Продуктивність медіа: масові комунікації та суспільні інтереси».
1997 — «Аналіз Аудиторії».
2002 рік — була опублікована «Мак-Квейлова хрестоматія з теорії масової комунікації».
2003 — «ЗМІ підзвітності та Свобода публікації».
2005 рік — п'яте видання «Мак-Квейлова теорія масової комунікації».
2010 — шосте видання «Мак-Квейлова теорія масової комунікації».
2013 — «Журналістика та суспільство».